# Tmethypocoelis
Tmethypocoelis is een geslacht van kreeftachtigen uit de klasse van de Malacostraca (hogere kreeftachtigen).

## Soorten
- Tmethypocoelis ceratophora (Koelbel, 1897)
- Tmethypocoelis choreutes Davie & Kosuge, 1995
- Tmethypocoelis koelbeli Davie, 1990
- Tmethypocoelis odontodactylus Davie, 1990